# روستا (فیلم ۱۹۵۳)
«روستا» (آلمانی: Sie fanden eine Heimat) یک فیلم است که در سال ۱۹۵۳ منتشر شد.